# Michael Seymour (1768–1834)
Sir Michael Seymour (Sir Michael Seymour, 1st Baronet Seymour of High Mount) (8. listopadu 1768, Limerick, Irsko – 9. července 1834, Rio de Janeiro, Brazílie) byl britský admirál. U Royal Navy sloužil od svých dvanácti let, během napoleonských válek byl povýšen do šlechtického stavu (1809). Kariéru zakončil v hodnosti kontradmirála a vrchního velitele u břehů jižní Ameriky, zemřel v Brazílii.

## Životopis

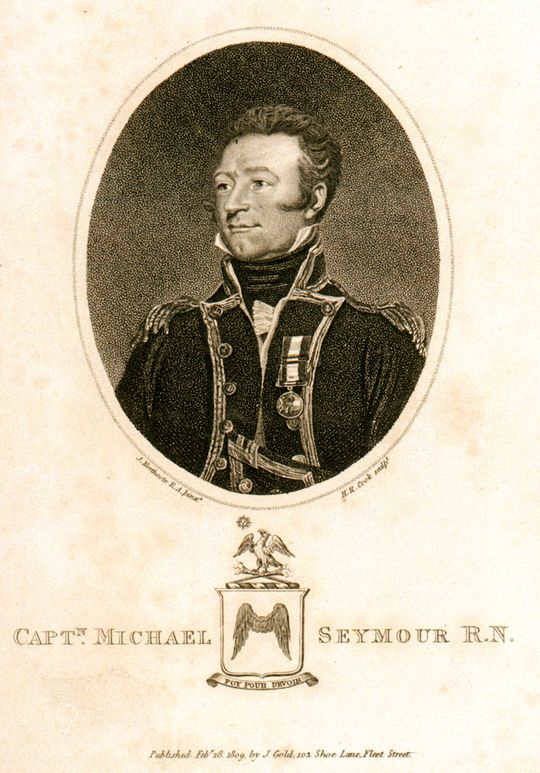
Kapitán Michael Seymour (1809, Národní námořní muzeum v Greenwichi)

Pocházel z významného šlechtického rodu Seymourů, patřil k vedlejší linii, která od počátku 18. století sídlila v Irsku. Narodil se jako jediný syn duchovního Johna Seymoura (†1795) a u námořnictva sloužil od svých dvanácti let. Zúčastnil se války proti Francii a poté sloužil na různých lodích, v roce 1790 byl povýšen na poručíka. Po krátkém období v soukromí byl znovu povolán do aktivní služby za války s revoluční Francií. Zúčastnil se tažení pod velením admirála Howe a v roce 1794 přišel o levou ruku. Po zotavení se znovu zapojil do války a v roce 1800 byl povýšen na kapitána. Po obnovení válečného stavu s Francií v roce 1803 operoval v Lamanšském průlivu a během kontinentální blokády likvidoval francouzské obchodní lodě. V roce 1809 byl povýšen na baroneta. V závěru napoleonských válek obdržel Řád lázně a poté byl komisařem loděnic v Portsmouthu. V roce 1832 dosáhl hodnosti kontradmirála a byl jmenován vrchním velitelem u břehů jižní Ameriky (1832–1834). V této době trpěl špatným zdravotním stavem a zemřel nedlouho poté v Rio de Janeiro.
S manželkou Jane Hawker měl třináct dětí. Dědicem titulu baroneta byl kněz Sir John Seymour (1800–1880), který po manželce přijal v roce 1842 jméno Culme-Seymour. Další synové James Seymour (1801–1827) a Edward Seymour (1804–1837) zemřeli předčasně v důstojnických hodnostech u armády a námořnictva. Významného postavení v námořnictvu dosáhl třetí syn Sir Michael Seymour (1802–1887). V linii Culme-Seymour pocházeli z rodiny v dalších generacích admirálové Sir Michael Culme-Seymour (1836–1920) a Sir Michael Culme-Seymour (1867–1925).